# Jeremias Lorch
Jeremias Lorch (* 2. Dezember 1995 in Heilbronn) ist ein deutscher Fußballspieler. Er steht seit Sommer 2025 beim Drittligisten Alemannia Aachen unter Vertrag.

## Karriere
Lorch, dessen Vater Andreas Krause Profi bei den Stuttgarter Kickers war, spielte in seiner Jugendzeit für die SG Meimsheim, den VfB Stuttgart und ab 2011 den SGV Freiberg. Mit der B-Jugend des SGV trat Lorch in der Saison 2011/12 in der U-17-Bundesliga an. Im Sommer 2013 rückte Lorch, obwohl auch noch für die A-Junioren spielberechtigt, in die Oberligamannschaft Freibergs auf. Nachdem er in der Hinrunde 2014/15 in allen Ligapartien Freibergs in der Startelf stand, wechselte der defensive Mittelfeldspieler zum Drittligisten SG Sonnenhof Großaspach. Bereits kurze Zeit nach seiner Verpflichtung erlitt Lorch im Trainingslager in der Türkei einen Riss des vorderen Kreuzbandes im linken Knie und fiel für die gesamte Rückrunde aus. Zu seinem Drittligadebüt kam Lorch schließlich am 28. November 2015 im Auswärtsspiel beim SV Wehen Wiesbaden, wenige Wochen später stand er gegen den FC Erzgebirge Aue auch erstmals in der Startelf. Zur Saison 2017/18 wechselte er zum Ligakonkurrenten SV Wehen Wiesbaden, wo er aufgrund einer Verletzung jedoch fast die komplette erste Saison verpasste. In der Saison 2018/19 kam Lorch dann in 29 Spielen zum Einsatz und stieg mit Wehen Wiesbaden in die 2. Bundesliga auf. In der Zweitliga-Saison 2019/20 wurde Lorch in 20 Spielen eingesetzt und Wiesbaden stieg direkt wieder ab.
Im Sommer 2020 wechselte Lorch zum Drittligisten FC Viktoria Köln.
Nach vier Jahren in Köln wechselt er im Sommer 2024 zum SV Sandhausen.
Im folgenden Jahr wechselte er nach dem Abstieg mit Sandhausen zu Alemannia Aachen.

## Erfolge
SV Wehen Wiesbaden
- Aufstieg in die 2. Bundesliga: 2019
- Hessenpokalsieger: 2018/19

FC Viktoria Köln
- Mittelrheinpokalsieger: 2020/21, 2021/22, 2022/23